# Caffrolix dentispatha
Caffrolix dentispatha är en insektsart som beskrevs av Davies 1988. Caffrolix dentispatha ingår i släktet Caffrolix och familjen dvärgstritar. Inga underarter finns listade i Catalogue of Life.